# Лалаянц, Валентин Георгиевич
Валентин Георгиевич Лалаянц (9 февраля 1913 — 10 марта 2000) — художник-постановщик, художник-мультипликатор, режиссёр мультипликационных фильмов.

## Биография
После окончания Художественного техникума в 1934 году, некоторое время был в статусе вольного художника, работал по договорам. Через год поступает на киностудию «Мосфильм». В 1937 г. уходит на «Союзмультфильм», где работает с перерывами. Один из этих перерывов приходится на службу в армии во время Великой Отечественной войны.
Плодотворно работал с Александром Васильевичем Ивановым, старейшиной советской мультипликации,  затем с сёстрами Брумберг.

## Фильмография

### Художник-мультипликатор
- 1938 — «Охотник Фёдор»
- 1938 — «Сказка о добром Умаре»
- 1939 — «Лимпопо»
- 1939 — «Мойдодыр»
- 1940 — «Ивась»
- 1941 — «Бармалей»
- 1943 — «Сказка о царе Салтане»
- 1946 — «Лиса и дрозд»
- 1946 — «Павлиний хвост»
- 1947 — «Квартет»
- 1947 — «Конёк-Горбунок»
- 1948 — «Сказка о солдате»
- 1948 — «Федя Зайцев»
- 1948 — «Чемпион»
- 1949 — «Весенняя сказка»
- 1949 — «Лев и заяц»
- 1949 — «Мистер Уолк»
- 1949 — «Полкан и Шавка»
- 1950 — «Дедушка и внучек»
- 1950 — «Жёлтый аист»
- 1950 — «Когда зажигаются ёлки»
- 1951 — «Ночь перед Рождеством»
- 1951 — «Помни и соблюдай правила пожарной безопасности»
- 1951 — «Сердце храбреца»
- 1952 — «Валидуб»
- 1952 — «Каштанка»
- 1952 — «Снегурочка»
- 1953 — «Храбрый Пак»
- 1956 — «Палка выручалка»
- 1974 — «Молодильные яблоки»

### Художник-постановщик
В творческой группе А. В. Иванова:
- 1954 — «В лесной чаще»
- 1954 — «Подпись неразборчива»
- 1955 — «Трубка и медведь»
- 1956 — «Лесная история»
- 1957 — «Дитя солнца»
- 1957 — «Чудесница»
- 1958 — «Спортландия»

В творческой группе сестёр Брумберг (в паре с Л. А. Азарх):
- 1959 — «День рождения»
- 1960 — «Человечка нарисовал я»
- 1961 — «Большие неприятности»
- 1963 — «Три толстяка»
- 1964 — «Храбрый портняжка»
- 1965 — «За час до свидания»
- 1966 — «Про злую мачеху»
- 1967 — «Машинка времени»
- 1968 — «Кот в сапогах»
- 1969 — «Капризная принцесса»
- 1970 — «Кентервильское привидение»
- 1971 — «Огонь»
- 1971 — «Личный пример» («Фитиль» № 111)
- 1972 — «Волшебная палочка»
- 1973 — «Новые большие неприятности»

В творческой группе А. Г. Карановича:
- 1972 — «Экспонат» («Фитиль» № 121)

В творческой группе И. С. Аксенчука:
- 1973 — «Помехи в цехе» («Фитиль» № 132)
- 1974 — «Молодильные яблоки»

### Ассистент режиссёра
- 1953 — Крашеный лис
- 1955 — Снеговик-почтовик